# Lacfi Ági
Lacfi Ági (1964.– ) magyar manöken, modell, stílustanácsadó.

## Élete
Tinédzser éveit meghatározta, hogy édesapja munkája révén családjával 1979-ben Görögországba, Athénbe költöztek, ahol egy angol iskolában tanult 3 éven keresztül. Abban a korszakban ez meghatározó volt nyelvtudás és világszemlélet szempontjából.
1983-ban a Váci utcában szólította meg Szebeni András fotós, aki ott helyben készített róla pár felvételt, és biztatta a manöken pályára. Jelentkezett az Állami Artistaképző Intézet manöken- és fotómodell szakára, ahová felvették, 1984-ben végzett.
Rögtön munkát kapott a Skála Budapest Nagyáruháztól, és ezt követően 6 éven keresztül folyamatosan dolgozott manökenként és fotózásokon. A bemutatókat érezte magáénak. A Hungarotex Vállalat révén számos országban rendezett divatbemutatókon dolgozhatott Ausztráliatól Stockholmig.
Sokat dolgozott a Kék Duna Szalonnak, Borszéki Zita divattervezővel, A Magyar Divat Intézettel, az OKISZ Laborral, Kézműipari Vállalattal, Május 1. Ruhagyárral, Bécsben az Ostermann-nal, Czigány József Perfect rendező cégével, Náray Tamással. A divatbemutatók mellett megjelentek fotói az Ez a Divat-ban, Ország-világ-ban, Nők Lapjában, Fürge Ujjak-ban. Fotósai voltak, többek közt: Lengyel Miklós, Varró Géza, Novotta Ferenc, Szebeni András és Patyi Árpád fotóművészek.
1990-ben rövid ideig vezette az első magyar modellügynökséget a Girls & Boys Hungary-t. 1991-ben Gyursánszky Gáborral megalapították az első magyar hostess közvetítő céget, a Your People Modell és Hostess Service-t, legnagyobb ügyfelük a Philip Morris volt, akiknek már évek óta tolmács-hostess-e volt akkoriban. A hostess ügynökségtől évek múlva megvált, de az élet marasztalta a szépségszakmánál.
Egy szín- és stílustanácsadó ismerőse meghívta egy stílustanácsadói munkára az egyik polgármesteri hivatalban dolgozók számára. Innen nem volt megállás.
Immár 17 éve dolgozik stílustanácsadóként, először nőkkel dolgozott, mára zömmel üzleti öltözködéssel és férfi stílussal foglalkozik, privát tanácsadás és céges előadások formájában.
2012-ben a Balaton mellé költözött férjével és kisfiával. 2019-ben nyitottak egy vendégházat, melyet együtt működtetnek.